# L'Action enchaînée
L'Action enchaînée est une œuvre du sculpteur français Aristide Maillol. Créée en 1905, elle est installée à Puget-Théniers, en France. Une réplique est visible à Paris. Une réplique a été installée à Banyuls-sur-Mer, ville natale de Maillol.

## Description
L'œuvre est une sculpture en bronze. Elle représente un nu féminin debout, dont les mains sont liées derrière son dos.
Le bronze original est exposé à Puget-Théniers, dans les Alpes-Maritimes, sur la place du Pré-de-Foire. Elle est placée sur un socle en pierre, aussi haut que la statue elle-même, qui sert d'hommage à Auguste Blanqui.
Une réplique, également en bronze, est installée depuis 1964 dans le jardin du Carrousel, dans le 1er arrondissement de Paris ; elle fait partie d'un ensemble de statues de Maillol exposées en plein air.
Une autre réplique, datée de 1906, est conservée au musée d'art contemporain de Caracas, au Venezuela[réf. nécessaire].

## Historique
La statue est commandée à Aristide Maillol par la section de Puget-Théniers de la ligue des droits de l'homme, en hommage à Auguste Blanqui, natif de la commune. Maillol réalise la statue entre 1905 et 1908 ; elle est érigée en 1909 devant l'église. Cet emplacement fait scandale et la statue est remplacée en 1922 par un monument aux morts et reléguée sur le pré de la foire. Pendant la Seconde Guerre mondiale, pour éviter au bronze d'être fondu, la statue est à nouveau démontée et cachée dans les abattoirs du village. Découverte en 1942, elle est entreposée à Nice où elle échappe toutefois à son sort. Elle est retournée à Puget-Théniers après la libération de la région, en septembre 1944, puis érigée à son emplacement actuel.
La réplique parisienne est installée en 1964 dans le jardin du Carrousel.